# Kurt Wallander
O inspetor Wallander (em sueco poliskommissarie Wallander)  é uma personagem fictícia criada por Henning Mankell numa série de romances policiais.

Kurt Wallander nasceu em Ystad - uma cidade da Escânia no sul da Suécia.

Está divorciado de Mona, tem uma irmã - a Kristina, que mora em Estocolmo, uma filha - a Linda, que também é polícia, e um pai - que vive no campo.

Depois de viver muitos anos em Ystad, ele muda para uma pequena casa de campo em Svarte na proximidade da cidade, e adquire um cão a quem dá o nome de Jussi.

Wallander é um homem solitário, que gosta de ópera e bebe demasiado álcool. Sofre de diabetes, e no final da sua carreira é atacado por faltas de memória, um prelúdio da doença de Alzheimer.

## Livros com o Inspetor Wallander
- Mördare utan ansikte (1991) - Tradução: Assassino Sem Rosto
- Hundarna i Riga (1992) - Tradução: Os Cães de Riga
- Den vita lejoninnan (1993) - Tradução: A Leoa Branca
- Mannen som log (1994) - Tradução: O Homem Que Sorria
- Villospår (1995) - Tradução portuguesa: A Falsa Pista, Tradução brasileira:O Guerreiro Solitário
- Den femte kvinnan (1996) - Tradução: A Quinta Mulher
- Steget efter (1997) - Tradução: Um Passo Atrás
- Brandvägg (1998) - Tradução: A Muralha Invisível
- Pyramiden (1999) - Literalmnte: A Pirâmide
- Innan frosten (2002) - Literalmente: Antes da Geada
- Den orolige mannen (2009) - Tradução: Um Homem inquieto
- Handen (2013) - Literalmente: A Mão